# Nelly Landry
Nelly Adamson Landry (Bruges, 28 dicembre 1916 – Parigi, 22 febbraio 2010) è stata una tennista francese.

## Biografia
Giunse in finale del doppio femminile degli Open di Francia nel 1938 in coppia con Arlette Halff, dove perse contro Simonne Mathieu e Billie Yorke.
Nel 1938, sempre a Parigi, raggiunse la finale ma venne sconfitta nuovamente da Simone Mathieu per 6-0, 6-3. Il successo francese arrivò molto dopo nel 1948 quando vinse in finale Shirley Fry con il punteggio di 6-2, 0-6, 6-0. Nel 1954 perse anche una finale di doppio insieme an Ginette Bucaille.
Per quanto riguarda il suo ranking, fu fra le migliori dieci dal 1946 al 1948 giungendo al numero sette nel 1946.
Nelly morì il 22 febbraio 2010.